# Simulium gutsevitshi
Simulium gutsevitshi es una especie de insecto del género Simulium, familia Simuliidae, orden Diptera.
Fue descrita científicamente por Yakovskii, 1978.